# Noor Sabri
Noor Sabri Abbas Hassan (en árabe: نور صبري‎; nacido en Bagdad, Irak, 6 de junio de 1984) es un exfutbolista internacional iraquí que jugaba de portero.

## Biografía
Noor Sabri empezó su carrera futbolística en las categorías inferiores del Al-Kadhimiya y del Al-Zawraa. Empezó jugando de delantero, pero en un partido tuvo que ponerse de portero debido a la expulsión de este y a que el equipo no podía realizar más cambios. En ese encuentro sorprendió como guardameta y desde entonces actúa en esa posición.
En 2003 ficha por el Al-Talaba.
En la temporada 2006-07 juega en Irán con el Mes Kerman..
Al año siguiente regresa a su país, donde se une al Dohuk FC. 
En 2008 vuelve a fichar por el Al-Talaba.

## Selección nacional
Con las categorías inferiores fue convocado para disputar el Campeonato Juvenil de la AFC en 2000. Irak ganó ese torneo. Noor Sabri solo disputó un partido, la final contra Japón (2-1).
Formó parte del equipo olímpico que participó en el Torneo masculino de fútbol en los Juegos Olímpicos de Atenas 2004 y que llegó a semifinales.
Es internacional con la Selección de fútbol de Irak con la cual ha disputado 84 partidos hasta el momento. Su debut con la camiseta nacional se produjo el 22 de julio de 2002 en el partido Irak 2-1 Siria.
Con su selección ganó la Copa Asiática 2007, torneo en el que disputó seis encuentros.
Participó en la Copa de Naciones del Golfo de 2009, donde fue expulsado en el partido contra Baréin.

## Clubes
| Club                     | País           | Año       |
| ------------------------ | -------------- | --------- |
| Al-Talaba                | Irak           | 2003-2006 |
| Mes Kerman Football Club | Irán           | 2006-2007 |
| Dohuk FC                 | Irak           | 2007-2008 |
| Al-Talaba                | Irak           | 2008-2009 |
| Al Quwa Al Jawiya        | Irak           | 2009-2010 |
| Zakho FC                 | Irak           | 2010-2011 |
| Nayaf FC                 | Irak           | 2011-2012 |
| Al-Naft                  | Irak           | 2012-2013 |
| Al-Quwa Al-Jawiya        | Irak           | 2013-2014 |
| Naft Al-Wasat SC         | Irak           | 2014-2016 |
| Al-Shorta SC             | Irak           | 2016      |
| Al-Minaa                 | Irak           | 2017      |
| Al-Talaba SC             | Irak           | 2017-2018 |
| Naft Al-Wasat SC         | Irak           | 2018      |
| Hajer Club               | Arabia Saudita | 2018-2019 |
| Najaf FC                 | Irak           | 2019-2020 |
| Naft Maysan              | Irak           | 2020-2021 |
| Samarra FC               | Irak           | 2021-2022 |

## Títulos
- 1 Campeonato Juvenil de la AFC (Irak sub-19, 2000)
- 1 Copa Asiática (Selección iraquí, 2007)